# Aïn Savra
Aïn Savra este o comună din Regiunea Adrar, Mauritania, cu o populație de 1.993 locuitori.